# 사다모토 요시유키
사다모토 요시유키(貞本義行, さだもと よしゆき, Sadamoto Yoshiyuki, 1962년 1월 29일 출생 - )는 일본 야마구치현 도쿠야마시（현 슈난시) 출신의 애니메이터, 만화가이다.
도쿠야마시립 스미요시중학교, 야마구치현립 도쿠야마고등학교, 도쿄조형대학 조형학부 미술학과 회화영역 전공(회화전공 이전에는 디자인학과 산업디자인 전공). 가이낙스 소속. 아이치현 다카하마시 거주. 부인은 만화가 타카하 마코.
대표작에 《신비한 바다의 나디아》, 《신세기 에반게리온》등. 1980년대 후반부터 캐릭터 디자이너로서 활동했다.

## 약력
고교 시절에는 미대를 목표로, 화가 후지나가 토시오에게 사사를 받았다. 도쿄의 대학에 진학한 것은 애니메이션이나 만화 등의 일을 하기 쉬웠기 때문이라 한다. 원래는 프로가 될 생각은 없었고, 졸업 후 고향에서 미술교사가 되는 것을 바라고 있었다. 1981년, 재학시 오토바이의 구입자금을 마련하기 위해 〈주간 소년챔피온〉의 <제16회 소년챔피온 신인만화상>에 응모, 입선하였다. 수상작인 자동차 레이스 만화 <FINAL STRETCH 최후의 질주>로 데뷔.
대학 2년차에 만화연구회 선배에게 끌려 《초시공요새 마크로스》의 원화에 참가, 거기서 안노 히데아키, 야마가 히로유키와 만난다. 4년차에는 후배 마에다 마히로와 함께 아마추어 애니메이션제작 그룹 <다이콘 필름>(가이낙스의 전신)에 속해 SF대회의 오프닝 애니메이션 제작 등을 함. 그로 인해, 이 무렵에는 대학 수업에는 거의 들어가지 못함. 과제를 낼때 단시간에 완성도가 높은 것처럼 보이기 위해, 전에 그렸던 그림을 개작하여 제출하거나 하였다. 또 생활에 여유가 없어서, 도쿄에서 오사카까지 이동하는 데 오토바이를 이용했다. 오토바이를 도둑맞는 바람에 오사카에 대해서는 좋은 이미지를 가지고 있지 못하다고 한다.
1984년, 대학졸업후에 텔레컴 애니메이션 필름에 입사하여, 오오츠카 야스오에게 애니메이션을 배웠다. 이전의 애니메이션 제작 경험을 숨기고 있었던 사다모토의 신인답지 않은 기량에 자신감을 잃은 동기생까지 있었다고 한다. 오오츠카 야스오도 사다모토의 재능에 탄복하여, 신인 시점에서의 훌륭함으로는 미야자키 하야오, 츠키오카 사다오 등과 견줄 만한 존재였다고 평가를 내리고 있다. 다만, 총콘티를 맡기에는 부족했다고 한다.
텔레컴에서는 원화맨을 하고 있었지만, 그 후, 가이낙스가 극장 애니메이션 《왕립우주군~오네아미스의 날개》(1987년공개)를 제작하게 되어, 가이낙스로 이적하여 왕립우주군의 캐릭터 디자인을 맡았다. 무명의 애니메이터를 캐릭터 디자이너로서 기용한 것은 당시로서는 이례적이었다. 이후, 《톱을 노려라!》,《신비한 바다의 나디아》등, 가이낙스의 중핵멤버로서 활약.
1991년부터 1992년에 걸쳐 애니메이션 잡지 〈뉴타입〉지에 만화 <R20 톱니바퀴가 있는 거리>를 연재, 9년 만에 만화가로서의 활동을 재개했다. 그리고 1995년부터 <신세기 에반게리온>의 만화판을 <월간 소년에스>에 연재 개시, 이후 애니메이션으로부터 만화나 일러스트로 일의 비중이 옮겨졌다.
취미는 영화감상, 자동차, 바이크, 아이돌 등. 영향을 받은 만화가로는 마쓰모토 레이지, 나가이 고, 후쿠야마 요우지. 좋아하는 영화에는 테리 길리엄 감독의 모든 작품이라고 답했다. 록밴드 문라이더스의 팬, 작중에서도 그 영향이 보인다. 그 인연으로 베스트앨범 <ANTHOLOGY 1976-1996>의 자켓을 맡았다.
일러스트레이터로서의 인기도 높고, 화집도 출판되어 있다. 사다모토의 화집 <ALPHA>(1993년)을 우연히 서점에서 보고 감동한 기타리스트 에릭 클랩튼이 자신의 앨범 자켓 디자인을 의뢰, 1998년 클랩튼의 앨범 <필그림>은 사다모토가 일러스트를 그린 자켓으로 발매되었다.
사다모토가 참여한 <에반게리온 신극장판>, <시간을 달리는 소녀>, 《[[썸머 워즈》, 《에반게리온 신극장판:파》가 대한민국에서 극장 개봉되었다.

## 혐한 논란
2019년 8월 경에 자신의 트위터에 위안부와 평화의 소녀상을 비하하는 트윗을 올려 파문을 일으켰다.

## 주요작품

### TV 애니메이션
- 《초시공요새 마크로스》 （제9화 원화)
- 《신비한 바다의 나디아》 （캐릭터 디자인・작화감독・원화）
- 《신세기 에반게리온》 （캐릭터 디자인・레이아웃 감수）
- 《그남자 그여자의 사정》(비밀일기) （성우로 출연・원화）
- 《망각의 선율》 （아이바 머신 콘셉트）
- 《.hack//SIGN》 （캐릭터 원안）
- 《.hack//Roots》（캐릭터 감수）
- 《천원돌파 그렌라간》 （최종화 원화）

### OVA
- 《로봇카니발》 「明治からくり文明奇譚～紅毛人襲来之巻～」 （캐릭터 디자인)
- 《톱을 노려라!》 （설정・작화감독・원화）
- 《프리크리》 （비주얼 콘셉트・캐릭터 디자인）
- 《톱을 노려라!2》 （캐릭터 디자인・OP작화감독・제1화 작화감독）

### 극장판
- 《[[왕립우주군~오네아미스의 날개~]》] （캐릭터 디자인・작화감독・원화）
- 《천사의 알》 （원화）
- 스기이 기사부로 감독작품, 무라사키 시키부 겐지이야기(源氏物語) （원화）
- 《신비한 바다의 나디아》（캐릭터 디자인）
- 《올림피아》 （캐릭터 디자인, 제작중지）
- 《蒼きウル》 （캐릭터 디자인・총작화감독, 제작중지）
- 《신세기 에반게리온 극장판 DEATH & REBIRTH 사도신생》（캐릭터 디자인・DEATH편 작화감독・원화）
- 《엔드 오브 에반게리온》 （제26화 레이아웃 협력）
- 《시간을 달리는 소녀》(애니메이션) （캐릭터 디자인）
- 《에반게리온 신극장판》 （캐릭터디자인・작화감독）
- 《썸머 워즈》 SUMMER WARS （캐릭터디자인）